# بي. في. رادها
بي. في. رادها (بالإنجليزية: B. V. Radha)‏ هي منتجة أفلام وممثلة هندية (وحملت سابقاً جنسية اتحاد الهند)، ولدت في 15 أغسطس 1948 في بنغالور في الهند، وتوفيت بنفس المكان في 10 سبتمبر 2017 بسبب نوبة قلبية.

## وصلات خارجية
- بي. في. رادها على موقع IMDb (الإنجليزية)
- بي. في. رادها على موقع قاعدة بيانات الفيلم (الإنجليزية)